# Ini Massez
Ini Massez (Wetteren, 29 november 1975) is een Vlaamse actrice.

## Loopbaan
Massez studeerde in 2000 af aan het Herman Teirlinck Instituut, waar ze de Studio acteeropleiding volgde.
Tijdens haar afstudeerjaar stond ze al met theater Malpertuis op de planken met De knecht van twee meesters en Messen in kippen. Met HETPALEIS speelde ze de twee volgende seizoenen van 2000 tot 2002 in het stuk van Arne Sierens Niet alle Marokkanen zijn dieven, dat ook in het Frans gebracht werd, als Pas tous les Marocains sont des voleurs. Andere Dastheater/HETPALEIS-producties waaraan ze meewerkte waren Romeo en Julia en Martino (ook van Sierens). Met het Publiekstheater speelde ze nog in De naam. Samen met Marij De Nys schreef en speelde ze in Het begin van alles, dat gezelschap Luxemburg bracht in het seizoen 2006-2007.

## Filmografie
- De Raf en Ronny Show (1998) - als meisje
- Flikken (2003) - als Kathy De Pauw
- Team Spirit (2003-2006) - als Veronique
- Halleluja! (2005) - als receptioniste Thermae
- Code 37 (2009) - als Saskia Mariën
- David (2009) - als inspecteur van Acker
- Vermist (2010) - als moeder van Wendy
- Ella (2010-2011) - als Cindy Schatteman
- Rang 1 (2011) - als baas van Rebecca
- Quiz Me Quick (2012) - als voetbalsupporter
- Vermist (2012) - als Katrien Van Daele
- Skilz (2012) - als Bieke Beks
- Danni Lowinski (2012-2013) - als uitbaatster boekenwinkel
- Loslopend wild (2012-2016, 2018, 2021-2022) - verschillende rollen
- Aspe (2013) - als Helène Lenaerts
- Zone Stad (2013) - Nina Marcelis
- Binnenstebuiten (2013) - als Magda Coppens
- GoGoGo! (2014-2016) - als juf Lucy (De wentelteef)
- Vossenstreken (2015) - als Kathy Dewulf
- Professor T. (2015) - als Claudine Ongena
- Altijd Prijs (2015) - als Sandra Deckers
- Echt niet OK (2015-2016) - verschillende rollen
- Coppers (2016) - als Bianca Debelder
- Patrouille Linkeroever (2016) - als visverkoopster
- De Ridder (2016) - als Isabelle Ryckewaert
- Familie (2016-2018, 2021) - als Viv Neyskens
- Crimi Clowns (2017) - als agent
- Zie mij graag (2017-2020) - Saskia 'Sas' De Ruyter
- Salamander (2018) - als mevrouw De Coutere
- Gevoel voor tumor (2018) - als wijkagente Tine
- Buck (2018) - als Katrien Bijnens
- Gina & Chantal (2019) - als uitbaatster lingeriezaak
- Rintje (2022) - als mama Josephine (stem)
- Knokke off (2023-heden) - als Angelique Basteyns
- Rough Diamonds (2023) - als Adina Glazer
- Chantal (2024) - als Marianne De Maeght
- Hawa & Adam (2024) - als Magdalena Slangen
- Groeien & Bloeien (2024) - als Barbara Peeters
- 9 feestjes voor de kater (2024) - Hilde
- Red Flag (2025) - als Christine
- Assisen (2025) - als Veronique Verbanck
- Holy Sh!t (2025) - als Christine De Laet
- Oh, Otto! (2025) - als Esther

## Films
- Team Spirit 2 (2003) - als Veronique
- K3 en de kattenprins (2007) - als hofdame
- Plop wordt Kabouterkoning (2012) - als luisterdame
- ExtraZ (2015) - als Brigitte/zichzelf
- Big Hero 6 (2015) - als tante Cass (stem)
- Pieter Konijn (2018) - als Mopsie (stem)
- Pieter Konijn 2: Stad op Stelten (2021) - als Mopsie (stem)
- Red Sandra (2021) - als Pascale
- Yuku en de Himalayabloem (2022) - als mama Muis (stem)

## Persoonlijk
Massez huwde in 2002. Het echtpaar heeft twee dochters en één zoon.